# Pallacanestro maschile ai XIII Giochi del Mediterraneo
Il torneo di pallacanestro maschile ai XIII Giochi del Mediterraneo venne organizzato secondo due gironi da quattro e cinque squadre rispettivamente, dai quali uscirono quattro squadre per le semifinali. La nazionale italiana, si presentò con la selezione sperimentale, composta da un mix di giocatori nel giro dell'Italia e quelli dell'Italia under 20. La selezione fu guidata dall'allenatore Attilio Caja.
| Gruppo A (Bari)                | Gruppo B (Brindisi)                                    |
| ------------------------------ | ------------------------------------------------------ |
| Croazia Italia Slovenia Spagna | Albania Bosnia ed Erzegovina Grecia Jugoslavia Turchia |

|  | Semifinali | Semifinali | Semifinali |        |        | Finale          | Finale          | Finale          |  |
|  |            |            |            |        |        |                 |                 |                 |  |
|  | Italia     | Italia     | 81         |        |        |                 |                 |                 |  |
|  | Italia     | Italia     | 81         |        |        |                 |                 |                 |  |
|  | Jugoslavia | Jugoslavia | 64         |        |        |                 |                 |                 |  |
|  | Jugoslavia | Jugoslavia | 64         |        | Italia | Italia          | 72              |                 |  |
|  |            |            |            |        | Italia | Italia          | 72              |                 |  |
|  |            |            | Spagna     | Spagna | 82     |                 |                 |                 |  |
|  | Spagna     | Spagna     | Spagna     | Spagna | 82     | 69              |                 |                 |  |
|  | Spagna     | Spagna     |            |        |        | 69              |                 |                 |  |
|  | Grecia     | Grecia     | 65         |        |        | Finale 3º posto | Finale 3º posto | Finale 3º posto |  |
|  | Grecia     | Grecia     | 65         |        |        |                 |                 |                 |  |
|  |            |            |            |        |        |                 |                 |                 |  |
|  |            |            |            |        |        | Jugoslavia      | Jugoslavia      | 84              |  |
|  |            |            |            |        |        | Jugoslavia      | Jugoslavia      | 84              |  |
|  |            |            |            |        |        | Grecia          | Grecia          | 75              |  |

## Podio
| -  | Team                 | Formazione |
| -- | -------------------- | --- |
|    | Spagna               | SpagnaCapdevila, de la Fuente, de Miguel, Ferrer, Iturbe, Millera, Moraga, Rodilla, Romero, Solana, Vázquez, Yebra, All. Paco García                                                            |
|    | Italia               | Italia sperimentale4 Damião, 5 Mian, 6 Portaluppi, 7 Basile, 8 Ruggeri, 9 Rossi, 10 Scarone, 11 Alberti, 12 Tonolli, 13 Sambugaro, 14 Podestà, 15 Monti, All. Attilio Caja                      |
|    | Jugoslavia           | Jugoslavia4 Šćepanović, 5 Petrović, 6 Rakočević, 7 Glintić, 8 Nađfeji, 9 Stanojević, 10 Lazić, 11 Nikolić, 12 Ostojić, 13 Čanak, 14 Basarić, 15 Lukovski, All. -                                |
| 4. | Grecia               | Grecia under 264 Kikilias, 5 Sioutīs, 6 Giannouzakos, 7 Līmniatīs, 8 Tsopīs, 9 Paulidīs, 10 Chrysanthopoulos, 11 Nikakīs, 12 Vetoulas, 13 Yfantīs, 14 Soulīs, 15 Dakos, All. Giōrgos Tsitskarīs |
| 5. | Croazia              | CroaziaAntić, Erjavec, Grgurević, Henjak, Maleš, Milačić, Miličić, Miliša, Pejčinović, Poljak, Ružić, Zemljić, All. -                                                                           |
| 6. | Slovenia             | SloveniaBožič, Brezec, Čmer, Drobnjak, Hafnar, Jurak, Maravič, Nachbar, Novak, Smodiš, Šporar, Verginella, All. -                                                                               |
| 7. | Turchia              | Template:Turchia di pallacanestro ai Giochi del Mediterraneo 1997 |
| 8. | Bosnia ed Erzegovina | Bosnia ed Erzegovina4 Terzić, 5 Ovčina, 6 Sakić, 7 Hukić, 8 Mulić, 9 Konaković, 10 Isaković, 11 Husanović, 12 Kahrimanović, 13 Karanović, 14 Pindžo, 15 Bukva, All. -                           |
| 9. | Albania              | Albania4 Palko, 5 Meli, 6 Semani, 7 Idrizi, 9 Përmeti, 10 Jahollari, 11 Mema, 12 Kuqo, 13 Gjeçaj, 14 Çaçaliku, 15 Mançe, All. Bujar Shehu                                                       |